# Кишор Кумар
Кишо́р Кума́р (англ. Kishore Kumar, настоящее имя — Абха́с Кума́р Гангу́ли, англ. Abhas Kumar Ganguly, бенг. কিশোর কুমার গাঙ্গুলী; 4 августа 1929 — 13 октября 1987) — известный индийский певец бенгальского происхождения, киноактёр, поэт-песенник, композитор, продюсер, режиссёр и сценарист. Считается одним из «золотых голосов» мужского закадрового исполнения индийского кино (наряду с Манна Деем, Мукешем и Мохаммедом Рафи). Снялся в около 100 фильмах и исполнил более 3000 песен на разных языках Индии, включая бенгали, хинди, маратхи, ассамский, гуджарати, каннада, бходжпури, малаялам, ория и урду. Удостоен ряда премий, в частности, 8-и Filmfare Award, за что был внесён в «Книгу рекордов Гиннесса» как обладатель наибольшего количества наград за вокал.
В 1997 году Правительство штата Мадхья-Прадеш учредило в его честь премию имени Кишора Кумара (англ. Kishore Kumar Award) за вклад в индийский кинематограф.

## Биография
Кишор Кумар родился 4 августа 1929 года в Кхандве (ныне штат Мадхья-Прадеш) в семье бенгальского происхождения. Его родителями были адвокат Кунжалал Гангули (бенг. কুঞ্জলাল গাঙ্গুলি) и его жена Гаури Деви (бенг. গৌরী দেবী). Кишор был младшим из четырёх детей в семье, у него были два брата Ашок Кумар и Ануп Кумар, также ставшие актёрами Болливуда, и сестра Сита Деви (вышла замуж за продюсера Шашадхара Мукерджи, бабушка актрисы Каджол).
Кишор проходил обучение сначала в Pandit Makhanlal Chaturvedi Prathamik Vidyalaya, а затем в New High School. После чего поступил в Indore Christian College, где ранее учились его братья. Кишор Кумар, в отличие от других певцов своего времени, не имел классического музыкального образования. В начале своей карьеры он подражал своему кумиру К.Л. Сайгалу, но позже выработал свой собственный стиль. Его визитной карточкой стал йодль, который он использовал во многих своих песнях.

## Карьера
Кишор Кумар с детства мечтал стать певцом, и, чтобы исполнить мечту, в 18 лет он приехал в Бомбей и для начала получил работу в хоре Сарасвати Деви на киностудии Bombai Talkies, звездой которой был его старший брат Ашок Кумар. Сам он не имел желания становиться актёром, но уступил желанию Ашока сделать из него нового героя Болливуда. Кишор дебютировал в фильме своего брата Shikari (1946). Главную роль он впервые исполнил в фильме Vijaya (1948) в паре с актрисой Ратамалой. Его первые фильмы провалились в прокате, после чего он перешёл на комическую манеру игры, отличавшуюся от стиля традиционных романтических и трагических актёров. Это принесло ему популярность, так как большую часть фильмов того времени составляли именно комедии. Одним из первых его хитов стал фильм Ladki (1953), где он сыграл в паре с Виджаянтималой.
Своё первое соло «Marne ki Duayen Kyon Mangu» Кишор Кумар исполнил за Дева Ананда в фильме Ziddi (1948), в котором он также сыграл небольшую роль садовника. Фильм имел успех, а Кишор оставался голосом Дева Ананда вплоть до 1957 года, после чего он стал слишком занят в собственных фильмах. 
Успех Ziddi принёс ему новые предложения работы в качестве закадрового исполнителя. С фильма Pyar (1950), единственного, где Кишор пел за Раджа Капура, началось его сотрудничество с композитором С.Д. Бурманом, продлившееся вплоть до смерти последнего в 1975 году. На его музыку Кишор исполнил 112 песен.
В 1954 году он выступил в качестве актёра и певца в «Службе» режиссёра Бимала Роя. Композитор фильма Салил Чаудхари, узнав, что у Кишора нет музыкального образования, сначала отказался доверить ему исполнение песен и хотел пригласить для это цели певца Хеманта Кумара. Но Кишору удалось убедить Чаудхари послушать его пение, после чего тот поменял своё мнение.
Продолжив актёрскую карьеру, Кишор играл с ведущими актрисами своего времени, включая Мину Кумари и Мадхубалу. Вместе с последней он появился в фильме «Тот, кто управляет машиной» (Chalti Ka Naam Gaadi), где также сыграли оба его брата. Идея фильма пришла к Кишору, когда он ездил в Бомбей на машине своего отца, чтобы навестить Ашока. Он сам выполнил всю работу продюсера, однако в титрах указал имя своего секретаря Анупа Шарма.
На успех он не надеялся, однако фильм стал вторым по величине кассовых сборов в 1958 году. Официально как кинопродюсер Кишор выступил в трилогии, включающей картины Door Gagan Ki Chhaon Mein (1964), Door Ka Rahi (1971) и Door Wadiyon Mein Kahin (1980). Первый из них имел большой успех и был снят с проката только после 24 недель, второй продержался в кинотеатрах 15 недель, а третий с треском провалился. Помимо продюсерской деятельности для своих фильмов, Кишор занимался режиссурой, играл главные роли, писал музыку и исполнял песни. В качестве композитора он впервые попробовал себя в фильме Jhumroo (1961). Но первый опыт написания музыки принёс ему обвинения в плагиате, так как якобы написанная им для фильма песня «Koi Humdam Na Raha» впервые прозвучала в дебютном фильме его брата Jeevan Naiya (1936).
В 1960-х, после нескольких ролей в провалившихся фильмах, Кишор сосредоточился на закадровом исполнении. Он вернулся к сотрудничеству с Девом Анандом, в частности, исполнив за него песни в фильмах «Святой» (1965) и «Похититель ценностей» (1967). Он также записал песню «Ami Chinigochini Tomarey Ogo Bideshini» на стихи Рабиндраната Тагора для фильма «Чарулата» (1964) Сатьяджита Рая.
Но наибольший успех ему принёс фильм «Преданность» режиссёра Шакти Саманты, где он пел за Раджеша Кханну. Их совместную работу сочли настолько удачной, что в следующие годы Кишор стал «голосом» Раджеша. В «Преданности» он исполнил три песни: «Kora Kagaz Tha Yeh Man Mera» совместно с Латой Мангешкар, «Mere Sapnon Ki Rani» и «Roop Tera Mastana», которая принесла ему первую Filmfare Award за лучший мужской закадровый вокал. Впоследствии он получил ещё семь премий за исполнение соло и дуэтов в фильмах Amanush (1975), «Главарь мафии» (1978), «Маленькое предательство» (1980), «Преданный слуга» (1982), «Если ты не со мной» (1983), «Пьяница» (1984) и «Море любви» (1985). Из шести композиций, исполненных им в фильме «Пьяница» как единолично, так и совместно с Ашей Бхосле, на Filmfare были номинированы четыре.
4 мая 1976 года, после того, как он отказался выступать на митинге в поддержку партии Индийский национальный конгресс, министр информации и вещания В.Ч. Шукла ввел запрет на его песни в государственных средствах массовой информации, включая Всеиндийское радио и телевизионный канал Doordarshan.
Свою последнюю запись «Guru guru ho jaa shuru» для фильма «Голос времени», вышедшего в 1988 году, Кишор сделал за день до своей смерти. Его песни продолжали использовать в качестве саундтреков ещё 13 лет после его кончины. Многие его шлягеры остаются популярными и востребованными и в наши дни, так, например, композиция «Sar Se Sarke», исполненная дуэтом с Латой Мангешкар для фильма «Любовная связь» (1981), была использована в фильме «Пряности и страсти» 2014 года.

## Творчество

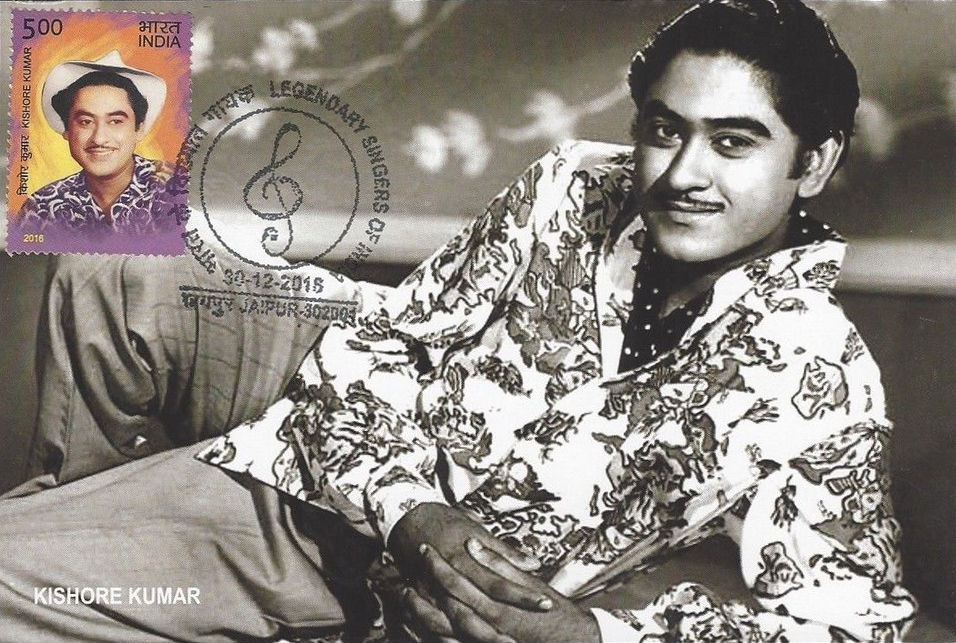
Кишор Кумар на индийской почтовой открытке. 2016 г.

За свою карьеру Кишор Кумар снялся в 102 фильмах, 4 из них были на бенгальском языке, остальные на хинди. Он написал сценарии и поставил в качестве продюсера 14 фильмов (однако шесть из них не были завершены), а также был режиссёром 12 фильмов, из которых четыре были заброшены на разных стадиях. Кишор сам писал музыку для фильмов собственного производства, сложив 24 различных музыкальных композиции. Всего для фильмов и альбомов им было записано 2905 песен, включая 2661 на хинди и 221 на бенгальском языке. Его песни задействованы примерно в 574 кинофильмах Болливуда для ролей таких артистов, как Дев Ананд, Дилип Кумар, Раджеш Кханна, Амитабх Баччан, Дхармендра, Джитендра, Санджив Кумар, Винод Кханна, Пран, Шаши Капур, Риши Капур, Рандхир Капур, Санни Деол, Санджай Датт, Ракеш Рошан, Анил Капур, Чанки Пандей, Кумар Гаурав, Джеки Шрофф, Говинда, Митхун Чакраборти и др.
Кишор исполнял песни на музыку таких композиторов, как С. Д. Бурман, его сын Р. Д. Бурман, Хайям, Раджеш Рошан, Баппи Лахири, тандемы композиторов Кальянджи и Ананджи, Лаксмикант и Пьярелал, Шанкар и Джайкишан и др. Вот только неполный перечень исполненных певцом песен:
С. Д. Бурман
- «Phoolon Ke Rang Se» и «Shokhiyon Mein Ghola Jaaye» (фильм «Война и любовь», 1969)
- «Aaj Madhosh Hua Jaaye Rе», «Khilte Hain Gul Yahan» и «O Meri Sharmilee» (фильм «Скромница», 1971)
- «Meet na mila» (фильм «Гордыня», 1973)
- «Jeevan ki Bagiya mehkegi» (фильм «Он и она», 1974)
- «Badi Sooni Sooni Hai» (фильм «Мили», 1975)
- «Ye Kori Kanwari» (фильм «Океан», 1986)

Р. Д. Бурман
- «Yeh Shaam Mastaani» и «Yeh Jo Mohabbat Hai» (фильм «Оборванная связь», 1971)
- «Raat Kali Ek Khwab Mein Aayi» (фильм «Buddha Mil Gaya», 1971)
- «Chingari Koi Bhadke» (фильм «Бессмертная любовь», 1972)
- «O Mere Dil Ke Chain» (фильм «Жизнь чудесна», 1972)
- «O Maajhi Re» (фильм «Забытая жена», 1975)
- «Mere Naina Saawan Bhadon» (фильм «Возлюбленная», 1976)
- «Hamein Tum Se Pyaar Kitna» (фильм «Обратная сторона любви», 1981)
- «Agar Tum Na Hote», «Hamen Aur Jeene Ki» (фильм «Если ты не со мной», 1983)
- «Shaharon Mein Se Shahar», «Chor Tera Naam Hai», «Hum Dilwale» (фильм «Как три мушкетёра», 1984)
- «Jab Bhi Koi Kangana» (фильм «Бес в ребро», 1986)

Хайям
- «Hazaar Raahein», «Aankhon Mein Humne Aapke Sapne Sajaye Hain» (фильм «Маленькое предательство», 1980)
- «Chandani Raat Mein Ek Bar» (фильм «Смятение сердца», 1982)
- «Zindagi Aa Raha Hoon Main» (фильм «Факел», 1984)

Кальянджи и Ананджи
- «Zindagi Ka Safar», «Jeevan Se Bhari Teri Aankhein» (фильм «Путешествие», 1970)
- «Pal Bhar Ke Liye» (фильм «Меня зовут Джонни», 1970)
- «Mile Mile Do Badan, Khile Khile Do Chaman», «Pal Pal Dil Ke Paas Tum Rehti Ho» (фильм «Шантаж», 1973)
- «O Saathi Re» (фильм «Владыка судьбы», 1978)
- «Neele Neele Ambar Par»[27], «O Gori Teri Jawani», «Khoye Khoye Rahe» (фильм «Артист», 1983)

Лаксмикант и Пьярелал
- «Chal Chal Chal Mere Saathi», «Meherbano Qadardano» («Слоны — мои друзья», 1971)
- «Mere Dil Mein Aaj» (фильм «Камень на сердце», 1974)
- «Gaadi Bola Rahi Hai» (фильм «Друг», 1975)
- «Aap Ke Anurodh» (фильм «Обращаюсь к Вам», 1977)
- «Om Shanti Om» (фильм «Долг чести», 1981)
- «To Phir Ho Jaaye» (фильм «Родной ребёнок», 1987)
- «Kaate Nahin Katte Ye Din Ye Raat» (фильм «Мистер Индия», 1987)

Раджеш Рошан
- «Dil Kya Kare» (фильм «Джули», 1975)
- «Ek Rashta Hai Zindagi» (фильм «Чёрный камень», 1979)
- «Chhookar Mere Mann Ko» (фильм «Крепкая дружба», 1981)
- «Dakan Ki Ek Haseena» (фильм «Вверх тормашками», 1985)

Баппи Лахири
- «Chalte Chalte» (фильм «Chalte Chalte», 1976)
- «Pag Ghunghroo Bandh» (фильм «Преданный слуга», 1982)
- «Manzilein Apni Jaga» (фильм «Пьяница», 1984)
- «Albela Mausamand Pyar Ka Tohfa» (фильм «Подарок», 1984)

## Личная жизнь
Кишор Кумар был женат четыре раза.
В 1951 году в возрасте 22 лет он женился на 17-летней бенгальской актрисе и певице Руме Гхош, приходившейся племянницей жене режиссёра Сатьяджита Рая. В следующем году у них родился сын Амит Кумар, впоследствии пошедший по стопам отца. Супруги развелись в 1958 году, так как Рума хотела продолжить карьеру.
В 1960 году Кишор женился второй раз на знаменитой актрисе Мадхубале, которая была его партнершей в фильмах Dhake Ki Malmal (1956) и «Тот, кто управляет машиной» (1958). Ещё в 1954 году у неё диагностировали дефект межжелудочковой перегородки, а врачи из Лондона, к которым она обратилась после свадьбы, отмерили ей всего два года жизни. Так как супруги принадлежали к разным религиям (Кишор был индуистом, а Мадхубала — мусульманкой) было устроено гражданское бракосочетание. Родители Кишора не захотели принять невестку, исповедующую ислам.  Из-за напряженной обстановки в доме мужа Мадхубала уже через месяц вернулась в своё бунгало в Бандре (Бомбей). Кишор навещал её раз в два месяца. Их брак закончился смертью Мадхубалы 23 февраля 1969 года.
Третья жена Кишора — актриса Йогита Бали, вместе с которой он работал в нескольких фильмах (Йогита как актриса, Кишор как закадровый исполнитель), включая «Ищу тебя» (1971), «Я родом из Бенареса» (1973) и «Возлюбленная» (1976). Бали была почти вдвое его младше. Они поженились в 1976 году. Йогита оставила мужа 4 августа 1978 года ради актёра Митхуна Чакраборти, после чего Кумар перестал исполнять песни в фильмах за него.
Его четвёртой женой стала киноактриса Лина Чандаваркар. Впервые они встретились на съемках фильма Man ka Meet (1969). В 1976 году Лина потеряла своего первого мужа, после чего впала в депрессию. Кишор предложил ей роль в своём фильме Pyar Ajnabi Hai (1979), а затем — руку и сердце. Её родители были против этого брака, и тогда Кишор приехал к ним в дом и распевал песни на их крыльце, пока они не дали согласие. Свадьба состоялась в 1980 году, Лина была на 21 год младше своего мужа и всего на два года старше его сына Амита. В 1982 году от этого брака на свет появился Сумит Кумар, который также имеет опыт закадрового исполнения.
Кишор Кумар скончался 13 октября 1987 года в возрасте 58 лет в результате обширного сердечного приступа, оставив Лину второй раз вдовой в возрасте 37 лет. Сейчас она живёт вместе с сыном Сумитом, пасынком Амитом, его женой, дочерью и матерью.

## Награды и номинации

### Награды Filmfare Award
Filmfare Award за лучший мужской закадровый вокал
| Год  | Песня                     | Фильм                     | Композитор          | Автор слов    |
| ---- | ------------------------- | ------------------------- | ------------------- | ------------- |
| 1970 | «Roop Tera Mastana»       | «Преданность»             | Сачин Дев Бурман    | Ананд Бакши   |
| 1976 | «Dil Aisa Kisi»           | «Пропащий»                | Шьямал Митра        | Индивар       |
| 1979 | «Khaike Paan Banaraswala» | «Главарь мафии»           | Кальянджи и Ананджи | Анджан        |
| 1981 | «Hazar Rahen Mudke Dekhi» | «Маленькое предательство» | Хайям               | Гулзар        |
| 1983 | «Pag Ghungroo Baje»       | «Преданный слуга»         | Баппи Лахири        | Анджан        |
| 1984 | «Hamen Aur Jeene Ki»      | «Если ты не со мной»      | Рахул Дев Бурман    | Гульшан Бавра |
| 1985 | «Manzilein Apni Jaga»     | «Пьяница»                 | Баппи Лахири        | Анджан        |
| 1986 | «Saagar Kinare»           | «Море любви»              | Рахул Дев Бурман    | Джавед Ахтар  |

### Номинации Filmfare Award
Filmfare Award за лучший мужской закадровый вокал
| Год  | Песня                         | Фильм                    | Композитор            | Автор слов         |
| ---- | ----------------------------- | ------------------------ | --------------------- | ------------------ |
| 1972 | «Zindagi Ek Safar Hai Suhana» | «Жест»                   | Шанкар и Джайкишан    | Хасрат Джайпури    |
| 1972 | «Yeh Jo Mohabbat Hai»         | «Оборванная связь»       | Рахул Дев Бурман      | Ананд Бакши        |
| 1972 | «Chingari Koi Bhadke»         | «Бессмертная любовь»     | Рахул Дев Бурман      | Ананд Бакши        |
| 1974 | «Mere Dil Mein Aaj»           | «Камень на сердце»       | Лаксмикант и Пьярелал | Сахир Лудхиянви    |
| 1975 | «Gaadi Bola Rahi Hai»         | «Друг»                   | Лаксмикант и Пьярелал | Ананд Бакши        |
| 1975 | «Mera Jeevan Kora Kaagaz»     | «Чистый лист бумаги»     | Кальянджи и Ананджи   | М. Дж. Хашмат      |
| 1976 | «Main Pyaasa Tu Sawan»        | «Сбежавший»              | Кальянджи и Ананджи   | Раджендра Кришан   |
| 1976 | «O Manjhi Re»                 | «Забытая жена»           | Рахул Дев Бурман      | Гулзар             |
| 1978 | «Aap Ke Anurodh»              | «Обращаюсь к Вам»        | Лаксмикант и Пьярелал | Ананд Бакши        |
| 1979 | «O Saathi Re»                 | «Владыка судьбы»         | Кальянджи и Ананджи   | Анджан             |
| 1979 | «Hum Bewafa Harghiz Na»       | «Шалимар»                | Рахул Дев Бурман      | Ананд Бакши        |
| 1980 | «Ek Rashta Hai Zindagi»       | «Чёрный камень»          | Раджеш Рошан          | Сахир Лудхиянви    |
| 1981 | «Om Shanti Om»                | «Долг чести»             | Лаксмикант и Пьярелал | Ананд Бакши        |
| 1982 | «Hamen Tum Se Pyaar Kitna»    | «Обратная сторона любви» | Рахул Дев Бурман      | Маджрух Султанпури |
| 1982 | «Chhoo Kar Mere Man Ko»       | «Крепкая дружба»         | Раджеш Рошан          | Анджан             |
| 1984 | «Shayad Meri Shaadi»          | «Вторая жена»            | Уша Кханна            | Саван Кумар        |
| 1985 | «De De Pyar De»               | «Пьяница»                | Баппи Лахири          | Анджан             |
| 1985 | «Inteha Ho Gayi»              | «Пьяница»                | Баппи Лахири          | Анджан             |
| 1985 | «Log Kehte Hai»               | «Пьяница»                | Баппи Лахири          | Анджан             |

### Другие
Премия Бенгальской Ассоциации журналистов
- 1971 — фильм «Преданность»[40]
- 1972 — фильм «Жест»[41]
- 1973 — фильм «Брат и сестра»[42]
- 1975 — фильм «Чистый лист бумаги»[43]